# Сила волі. Євген Коновалець
«Сила волі. Євген Коновалець» — перша ілюстрована біографія, яка включає документи, свідчення очевидців, спогади, унікальні фото про одного з найвизначіших діячів українського визвольного руху Євгена Коновальца упорядкована львівським істориком Ігорем Дерев’яним. Книга видана в рамках спільного проекту "Наш формат історії"  з мистецької агенцією "Наш Формат" , Центру досліджень визвольного руху та видавництва "Часопис" (Львів) у 2013 році. 
Книга «Сила волі. Євген Коновалець» – перша із серії біографій діячів української історії ХХ століття, виданої у рамках цього наукового та історичного проекту. Неоднозначну постать Коновальця дослідив магістр історії, старший науковий співробітник Національного музею-меморіалу жертв окупаційних режимів «Тюрма на Лонцького» Ігор Дерев’яний.

## Зміст
Щоб доступніше викласти матеріал, запропоновано кілька рівнів подання інформації. Перший рівень - це основний текст, опис подій, життя та діяльності Коновальця. Другий рівень - цікаві факти та довідкові матеріали, що розкривають особливості історичного процесу. Третій рівень - це "голос від першої особи", цитати, у яких видно характер Коновальця, мотивацію його вчинків та ставлення до подій. І четвертий рівень  -  фотоматеріали, котрі оживляють події, що відбулися 50-100 років тому.
"У цій книзі я хотів в першу чергу показати його як особистість. Не як символ, забитий у бронзу, полковника, вождя, як його називали, а власне те, чим керувався Євген Коновалець, становлення його як особистості, його слабкі і сильні сторони, як він приймав поразки і перемоги, як він мислив, хотів показати оточення, в якому він перебував". Науковець  вважає провідника ОУН політиком нового штибу. Він почав творити політичну організацію таку, як він хотів і досягав усього, об’єднуючи однодумців. Будучи тонким психологом, Коновалець ніколи не зводився до авторитаризму.Засідання проводу він не зводив до диктату, він умів бути демократом не тільки в ідеях, а й у повсякденному житті і власною працею запалював людей, тому і став провідником нації. Завдяки Коновальцю  два різні покоління націоналістів (бандерівці і мельниківці) були разом, і розійшлися лише тоді, коли його не стало, але й далі послуговувалися ідеями Коновальця, – розповідає про створення самої книги Ігор Дерев’яний.